# Liste der Stolpersteine in Sassnitz
In der Liste der Stolpersteine in Sassnitz werden jene Gedenksteine aufgeführt, die im Rahmen des Projektes Stolpersteine des Künstlers Gunter Demnig auf dem Gebiet der Stadt Sassnitz verlegt wurden.

## Verlegungen
In Sassnitz fanden in den Jahren 2007, 2008 und 2010 an sieben Stellen Stolpersteinverlegungen statt. Zunächst waren am 17. September 2007 an fünf Standorten insgesamt 14 Steine eingelassen worden, am 11. Juli 2008 folgten zwei weitere und am 22. August 2010 der bisher letzte.
In den Folgejahren kam es wiederholt zu Schändungen in Form von mutwilligen Beschädigungen oder dem Herausbrechen der Stolpersteine. So im Dezember 2012, als fünf Steine entwendet und ein weiterer an der Strandpromenade beschädigt wurde, sowie am 27. Juni 2014, als die neun an der Weddingstraße eingelassenen Steine herausgebrochen wurden. Die fünf im Dezember 2012 entfernten Steine, darunter drei an der Mittelstraße, konnten nach einer Spendenaktion am 1. September 2013 erneut verlegt werden. Am 31. März 2015 war es, ebenfalls nach einer vorausgehenden Spendenaktion, möglich, die neun 2014 entfernten Stolpersteine neu zu setzen. Im Dezember 2016 konnte ein weiterer Diebstahl von drei Stolpersteinen vereitelt werden.

## Verlegte Stolpersteine
| Adresse                              | Name                           | Inschrift | Verlegedatum  | Bild | Informationen |
| ------------------------------------ | ------------------------------ | --- | ------------- | ---- | --- |
| Bergstraße 6 (Standort)              | Anna Maria Wittschekowski      | Hier wohnte Anna Maria Wittschekowski Jg. 1918 eingewiesen 25.9.1944 'Heilanstalt’ Ueckermünde ermordet 27.9.1944      | 17. Sep. 2007 |      | Anna Maria Charlotte Wittschekowski, geborene Ladwig, wurde am 22. März 1918 in Anklam geboren. Ihr Vater war Kahnschiffer. Sie lernte den Beruf Hauswirtschafterin und heiratete am 28. November 1939 in Sassnitz Walter Wittschekowski, mit dem sie drei Kinder hatte. Im September 1944 wurde sie wegen Aussagen zum NS-Staat denunziert und am 16. September 1944 inhaftiert. Sie wurde anschließend in die „Provinzial-Irrenanstalt Ueckermünde“ gebracht. Am 25. September 1944 starb Anna-Maria Wittschekowski in der Anstalt. Als Todesursache ist vermerkt: „Plötzlicher Tod infolge Kreislaufkollaps bei fieberhafter Erkrankung.“ |
| Mittelstraße 5 (Standort)            | Charlotte Schimmelpfennig      | Hier wohnte Charlotte Schimmelpfennig Jg. 1897 verhaftet Nov. 1938 'Hilfe für Verfolgte' deportiert befreit / überlebt | 17. Sep. 2007 |      | Charlotte Schimmelpfennig, geb. Heydemann, wurde am 12. April 1897 geboren. Ihr Vater, Wilhelm Heydemann, war zeitweise Bürgermeister von Sassnitz. Schimmelpfennig hatte zwei Kinder. Sie war Eigentümerin der von ihrem Vater erbauten Villa Aegir. Schimmelpfennig nahm viele Zwangsarbeiter bei sich auf und pflegte sie; zu ihnen gehörte auch Stanislaw Bielecki (1907–?). Auch verhalf sie sowjetischen Kriegsgefangenen zur Flucht nach Schweden. Sie nahm auch die jüdische Familie Lemo auf. Nach der Reichspogromnacht wurde sie durch die Straßen der Stadt getrieben und in "Schutzhaft" genommen. Charlotte Schimmelpfennig starb 1971 in Sassnitz. |
| Mittelstraße 5 (Standort)            | Lazar Lemo                     | Hier wohnte Lazar Lemo Jg.? misshandelt von SA 'Schutzhaft’ 1938 ???                                                   | 17. Sep. 2007 |      | Lazar Lemo stammte aus Berlin; im Mai 1932 waren er und sein Bruder Abram Gesellschafter des Kreidewerks Markmann & Co. in Sassnitz. Er war verheiratet und hatte einen Sohn. Die Familie Lemo wurde von Charlotte Schimmelpfennig (1897–1971) aufgenommen. Nach der Reichspogromnacht wurde Lemo durch die Straßen der Stadt getrieben, in "Schutzhaft" genommen und nach Stralsund gebracht. Hier verlieren sich die Spuren. |
| Mittelstraße 5 (Standort)            | Stanislaw Bielecki             | Hier lebte Stanislaw Bielecki Jg. 1907 Zwangsarbeit misshandelt tot an Folgen                                          | 22. Aug. 2010 |      | Stanislaw Bielecki wurde im Jahr 1907 in einem Vorort von Jaroslaw geboren. Der verheiratete, kinderlose Schneider gelangte nach dem deutschen Angriff auf Polen als verschleppter Zwangsarbeiter auf Rügen, wo er beim Eisenbahnbau zu Erdarbeiten eingesetzt wurde. Charlotte Schimmelpfennig nahm den gesundheitlich angeschlagenen auf und pflegte ihn. Als er bei der Arbeit zusammenbrach und nachfolgend auf der örtlichen Polizeiwache misshandelt worden war, versuchte er zu fliehen. An den erneuten Misshandlungen nach seiner Festnahme starb er. |
| Sassnitz Weddingstraße 12 (Standort) | Außenlager des KZ Ravensbrück  | Aussenlager des KZ Ravensbrück bis 3.5.1945 hier inhaftiert ‘verurteilt’ zu Zwangsarbeit                               | 17. Sep. 2007 |      | Die Stolpersteine erinnern an Menschen, die im Außenlager Sassnitz des KZ Ravensbrück inhaftiert waren, wo sie Zwangsarbeit verrichten mussten. Die Angehörigen der Zeugen Jehovas wurden in der Zeit des Nationalsozialismus verfolgt. Das Außenlager in Sassnitz bestand vom Frühjahr 1945 bis zum Kriegsende im Mai 1945; in einer 20 Quadratmeter großen Baracke waren überwiegend Anhänger der Zeugen Jehovas eingesperrt, die Zwangsarbeiten als Handwerker für das Forschungsinstitut der „Reichs-Arbeits-Gemeinschaft für Verwertung der Meeresalgen für Volksgesundheit und gegen Mangelkrankheiten“ verrichteten. Nach Kriegsende und Befreiung blieben sie noch bis Mitte/Ende Juni 1945 in Sassnitz. Die neun am 17. September 2007 verlegten Steine wurden am 27. Juni 2014 gewaltsam herausgebrochen. Nach einer Spendenaktion wurden am 31. März 2015 neue Stolpersteine eingesetzt. |
| Sassnitz Weddingstraße 12 (Standort) | Gijsbertus J. van den Eickhoff | Gijsbertus J. van den Eickhoff Jg. 1914 Zeuge Jehovas verhaftet 1942 überlebt                                          | 17. Sep. 2007 |      | Gijsbertus Johannes van den Eijkoff stammte aus den Niederlanden, er wurde im Jahr 1914 geboren. Nach der deutschen Besetzung der Niederlande wurde er 1941 inhaftiert. Im März 1945 kam er in das Außenlager Sassnitz, wo er bis Kriegsende Zwangsarbeit leistete. Während seiner Haftzeit wurde er schwer misshandelt. |
| Sassnitz Weddingstraße 12 (Standort) | Gustav Först                   | Gustav Först Jg. 1890 Zeuge Jehovas verhaftet 1936 überlebt                                                            | 17. Sep. 2007 |      | Gustav Först wurde am 7. Juni 1890 in Wuppertal geboren. Er war Bandwirker und arbeitete in Wuppertal in einer Wäschezeichen-Weberei. Nach der Verbreitung eines Flugblattes, auf dem im September 1936 die Verfolgung der Zeugen Jehovas im NS-Staat angeprangert wurde, kam er am 29. Dezember 1936 in Haft; ein Sondergericht verurteilte ihn zu einem Jahr Gefängnis. Nach Verbüßung dieser Gefängnisstrafe wurde er im März 1938 von der Gestapo in das KZ Buchenwald gebracht. Am 4. Oktober 1943 wurde er von dort in das KZ Ravensbrück verlegt. Am 31. März 1945 kam er in das Außenlager Sassnitz, wo er bis Kriegsende Zwangsarbeit leistete. Während seiner Haftzeit wurde er schwer misshandelt. |
| Sassnitz Weddingstraße 12 (Standort) | Kurt Richter                   | Kurt Richter Jg. 1896 Zeuge Jehovas verhaftet 1936 überlebt                                                            | 17. Sep. 2007 |      | Kurt Richter wurde am 8. Februar 1896 in Plaue geboren. Er war ab 1937 in den KZ Buchenwald, KZ Wewelsburg und KZ Ravensbrück inhaftiert. Im März 1945 kam er in das Außenlager Sassnitz, wo er bis Kriegsende Zwangsarbeit leistete. |
| Sassnitz Weddingstraße 12 (Standort) | Oswin Hilbert                  | Oswin Hilbert Jg. 1900 Zeuge Jehovas verhaftet 1936 überlebt                                                           | 17. Sep. 2007 |      | Oswin Hilbert wurde im Jahr 1900 in Brünlos geboren. Er war verheiratet mit Ella (geboren 1900) und hatte drei Kinder: Johann, Heinz und Johanna. Als Zeuge Jehovas wurde er erstmals im Jahr 1933 für drei Monate verhaftet. Im Jahr 1936 verurteilte ihn ein Sondergericht zu eineinhalb Jahren Gefängnis in Bautzen. Von dort kam er in die KZ Buchenwald, KZ Wewelsburg und KZ Ravensbrück (1943). Im März 1945 kam er in das Außenlager Sassnitz, wo er bis Kriegsende Zwangsarbeit leistete. |
| Sassnitz Weddingstraße 12 (Standort) | Paul Müller                    | Paul Müller Jg. 1900 Zeuge Jehovas verhaftet 1937 überlebt                                                             | 17. Sep. 2007 |      | Paul Müller wurde am 5. März 1900 in Johanngeorgenstadt geboren. Er war von Beruf Gärtner, war verheiratet und lebte in Rodewisch. Am 23. April 1937 wegen Zugehörigkeit zu den Zeugen Jehovas verhaftet, wurde er von einem Sondergericht zu einem Jahr Gefängnishaft verurteilt. Im Sommer 1943 wurde er erneut verhaftet und ins KZ Buchenwald, von dort ins KZ Ravensbrück gebracht. Im März 1945 kam er in das Außenlager Sassnitz, wo er bis Kriegsende Zwangsarbeit leistete. |
| Sassnitz Weddingstraße 12 (Standort) | Reinhold Wilczek               | Reinhold Wilczek Jg. 1905 Zeuge Jehovas verhaftet 1935 überlebt                                                        | 17. Sep. 2007 |      | Reinhold Wilczek wurde 1905 geboren. Der Bergmann war kein getaufter Zeuge Jehovas, für diese aber missionarisch aktiv; er wurde denunziert und 1934 und zu einem halben Jahr Haft verurteilt. Nach der Haft wurde er in Schutzhaft genommen und kam in die KZ Lichtenburg, KZ Buchenwald, KZ Wewelsburg und KZ Ravensbrück, zuletzt in das Außenlager Sassnitz, wo er bis Kriegsende Zwangsarbeit leistete. Reinhold Wilczek war verheiratet und hatte Kinder. Er starb kurz nach Kriegsende bei einem Unfall. |
| Sassnitz Weddingstraße 12 (Standort) | Richard Hensel                 | Richard Hensel Jg. 1899 Zeuge Jehovas verhaftet 1936 überlebt                                                          | 17. Sep. 2007 |      | Richard Hensel, geboren 1899, war Zeuge Jehovas. Er arbeitete von 1925 bis Ende April 1935 im Zweigbüro der Zeugen Jehovas und der Druckerei der Wachtturm-, Bibel- und Traktat-Gesellschaft in Magdeburg. Am 11. August 1935 wurde er wegen seiner Tätigkeit als Zeuge Jehovas verhaftet und zu fünf Monaten Gefängnis verurteilt, anschließend folgten weitere zweieinhalb Jahre Haft ab dem 5. September 1936. Ab dem 21. März 1939 war er in den KZ Dachau, KZ Buchenwald, KZ Wewelsburg und KZ Ravensbrück inhaftiert, zuletzt im Außenlager Sassnitz, wo er bis Kriegsende Zwangsarbeit leistete. Nach dem Krieg wurde er zunächst als Opfer des Faschismus und 1950 in der DDR als Verfolgter des Naziregimes anerkannt. |
| Sassnitz Weddingstraße 12 (Standort) | Victor Emanuel                 | Victor Emanuel Zeuge Jehovas verhaftet überlebt                                                                        | 17. Sep. 2007 |      | Victor Emanuel stammte wahrscheinlich aus Polen. Er war wegen seiner Zugehörigkeit zu den Zeugen Jehovas dreieinhalb Jahre inhaftiert, zuletzt bis Kriegsende in Sassnitz. |
| Bergstraße 6 (Standort)              | Emilie Frey                    | Hier lebte Emilie Frey Jg. 1934 deportiert 1942 aus Lidice zur 'Germanisierung' Vergeltungsaktion 'Verbrannte Erde'    | 17. Sep. 2007 |      | Emilie Frey wurde am 15. Februar 1934 in Prag geboren. Ihre Mutter starb 1935, Emilie kam zunächst zu Antonie Dvorak nach Ledec, 1940 dann zu ihrer Tante Ruzena und ihrem Onkel Vaclav Frey in Lidice. Nach dem Massaker der deutschen Besatzer im Juni 1942 Zusammen mit anderen Kindern verschleppt, kam sie zunächst in das Umwandererzentralstelle in Łódź (Litzmannstadt) gebracht. Ziel der Nationalsozialisten war eine "Germanisierung". Nach zwei, drei Monaten kam sie in ein Kinderheim in Puschkau. Ein Jahr später brachte man sie nach Blütenau, anschließend wurde sie nach Sassnitz zur Familie Otto (1898–1971) und Frieda Kuckuck gebracht, die selbst kinderlos waren. Nach der Befreiung durch die Rote Armee blieb Emilie Frey noch bis April 1946 bei Frieda Kuckuck in Sassnitz; nachdem ihre wahre Identität geklärt wurde brachten tschechische Offiziere sie im Sommer 1946 zurück in die Tschechoslowakei, wo sie ab 1954 bis zu ihrem Tod im Januar 2012 in Nové Lidice lebte und im Museum der Gedenkstätte Lidice arbeitete. Im Jahr 1968 besuchte sie Sassnitz. Sie war verheiratet und hatte zwei Kinder. |
| Hauptstraße 60 (Standort)            | Hermann Bebert                 | Hier wohnte Hermann Bebert Jg. 1905 politisch verfolgt verhaftet und ermordet 3.5.1945                                 | 17. Sep. 2007 |      | Hermann Bebert wurde am 18. September 1905 in Hamburg geboren. Nach einer Ausbildung zum Tischler und Schreiner fuhr er als Heizer und Trimmer zur See. Er war seit 1925 Mitglied der SPD. Im Jahr 1936 wurde er von der Gestapo verhaftet, nach einem halben Jahr kam er wieder frei und arbeitete in Hamburg. Im Jahr 1939 wurde Bebert, der im selben Jahr geheiratet hatte, erneut verhaftet; im Gefängnis Fuhlsbüttel wurde er misshandelt. Nach der Entlassung zog er mit seiner Frau 1941 nach Sassnitz und arbeitete dort als Aufseher im Hafenamt. Am 3. Mai 1945 wurde er wieder verhaftet und am selben Tag von Otto Kuckuck, Oberwachtmeister der Sassnitzer Polizei, im Wald ermordet. Er wurde im April 1946 auf dem Alten Friedhof in Sassnitz beigesetzt. 1949 erhielt die Straße, in der Bebert gelebt hatte, seinen Namen, 1979 auch die Förderschule Sassnitz (Anfang der 1990er Jahre legte die Schule den Namen wieder ab). Eine 1985 am Wohnhaus Beberts angebrachte Gedenktafel verschwand beim Abriss des Hauses.                                                                                                  |
| Strandpromenade 4 (Standort)         | Franz Ducqué                   | Hier wohnte Franz Ducqué Jg. 1892 denunziert verhaftet 1936 + 1938 1942 'Schutzhaft' überlebt                          | 11. Juli 2008 |      | Franz Ducqué (geboren 1892 in Köln) arbeitete nach einer Schlosserlehre von 1911 bis 1914 in einer Büromaschinenfabrik. Von 1914 bis 1918 war er Infanterist im Ersten Weltkrieg, anschließend war er als Werkstattleiter in der Fabrik tätig. Er war seit Oktober 1920 verheiratet, zog 1926 nach Sassnitz und arbeitete bis 1935 in Stralsund und Berlin. Ab 1936 betrieb er in Sassnitz eine Eiskonditorei an der Strandpromenade. Franz Ducqué war Mitglied in der Deutschen Demokratischen Partei und im Reichsbanner Schwarz-Rot-Gold bzw. der Eisernen Front. Er wurde im NS-Staat erstmals 1936 wegen kritischer Äußerungen denunziert. 1938 folgte einer erneuten Denunziation eine Verurteilung zu einer Gefängnisstrafe. Im Jahr 1942 wurde er verhaftet und nach dem Heimtückegesetz zu einer dreimonatigen Gefängnisstrafe in Stralsund verurteilt. Die Konditorei wurde von den Behörden geschlossen. Nach seiner Haft wurde er zum Kriegsdienst einberufen. Nach Kriegsgefangenschaft im Juli 1945 entlassen, arbeitete Franz Ducqué wieder als Mechaniker.                                                                 |
| Hauptstraße 60 (Standort)            | Hans Baale                     | Hier wohnte Hans Baale Jg. 1895 denunziert verhaftet 1939 + 1943 hingerichtet 11.12.1943 Zuchthaus Brandenburg         | 11. Juli 2008 |      | David Fritz Hans Baade wurde am 30. Dezember 1895 in Kirchdorf geboren. Er leistete Kriegsdienst von 1915 bis 1918. Im Jahr 1921 heiratete er Elisabeth Brockmann; das Ehepaar hatte eine Tochter. Im Jahr 1923 eröffneten Hans und Elisabeth Baade in Wismar eine Eisdiele. Sie verlegten das Geschäft im Jahr 1934 nach Schwerin und 1939 nach Sassnitz. Baade wurde erstmals im September 1939 wegen kritischer Äußerungen im NS-Staat denunziert und war bis zum 2. März 1940 im Lager Alt-Strelitz inhaftiert. Am 21. Juni 1943 wurde er nach einer weiteren Denunziation wieder verhaftet. Am 23. November 1943 wurde er vom Volksgerichtshof zum Tode verurteilt. Am 11. Dezember 1943 wurde Hans Baale im Zuchthaus Brandenburg-Görden hingerichtet. |